# Theewaterskloof
Theewaterskloof es un municipio local sudafricano situado en el distrito de Overberg, en la provincia de Cabo Occidental.

## Superficie
Theewaterskloof tiene una superficie de 3261 km².

## Demografía
En 2022, tenía 139 563 habitantes, una densidad poblacional de 42,80 hab./km², y 43 121 viviendas.